# دولت‌شهر
دولت‌شهر (به انگلیسی: City-state) دولتی است که تنها در یک شهر و مناطق اطراف آن شهر حاکم است. نخستین آن‌ها در منطقهٔ میان‌رودان به‌وجود آمدند، اما مهم‌ترین دولت‌شهرها در یونان پدیدار شدند.

## دوران کنونی

### موناکو
شاهزاده‌نشین موناکو یک دولت‌شهر و بعد از واتیکان دومین کشور کوچک غیروابستهٔ جهان است. مشهورترین شهر آن مونت‌کارلو است.

### سنگاپور
جمهوری سنگاپور دولت‌شهری در جنوب‌شرقی آسیا و با پایتخت سنگاپور است. این جمهوری واقع در جنوب شبه‌جزیرهٔ مالایا بوده و کوچک‌ترین کشور جنوب‌شرقی آسیا است.

### واتیکان
واتیکان کشوری است مستقل که در درون شهر رم در کشور ایتالیا جای دارد. واتیکان محل اقامت پاپ، رهبر کاتولیک‌های جهان و مرکز کلیسای کاتولیک است. واتیکان با مساحتی در حدود ۴۴ هکتار کوچک‌ترین کشور دنیا و با جمعیتی در حدود ۸۰۰ نفر، کم‌جمعیت‌ترین کشور مستقل دنیا محسوب می‌شود.

### کویت
کُویت کشوری کوچک در خاورمیانه است که در میان عراق، عربستان سعودی و آب‌های خلیج فارس واقع شده‌است. پایتخت این کشور شهر کویت است.

### بحرین
بحرین شامل سه شهر یا به عبارت بهتر سه جزیرهٔ اصلی منامه، محرق و ستره است. منامه بزرگ‌ترین این جزایر و پایتخت آن به‌شمار می‌آید.

### جیبوتی
جیبوتی کشوری است در شرق آفریقا. پایتخت آن جیبوتی است.

### هنگ کنگ
هنگ کنگ شهری است جزیره‌ای در چین. هنگ کنگ از سال ۱۸۴۲ تا ۱۹۹۷ جزو مستعمرات پادشاهی بریتانیا بود و در سال ۱۹۹۷ به‌خاطر انقضای پیمان قبلی به جمهوری خلق چین پیوست. بر پایهٔ قانون مقرر، قرار است هنگ کنگ تا سال ۲۰۴۷ از درجهٔ بالایی از خودمختاری برخوردار باشد.

### ماکائو
ماکائو شبه‌جزیره‌ای در دریای جنوبی چین است. این سرزمین تا همین سال‌های نزدیک مستعمرهٔ پرتغال بود، ولی اکنون بخشی از خاک جمهوری خلق چین است.

## دوران باستان

### شهر سوخته
شهر سوخته نام بقایای شهری باستانی است که در ۵۶ کیلومتری زابل در استان سیستان و بلوچستان و در حاشیهٔ جادهٔ زابل-زاهدان واقع شده‌است. این شهر در ۳۲۰۰ سال پیش از میلاد پایه‌گذاری شده و مردم این شهر در چهار دوره میان سال‌های ۳۲۰۰ تا ۱۸۰۰ پیش از میلاد در آن سکونت داشته‌اند.
شهری که گفته می‌شود پیشرفته‌ترین شهر جهان قدیم بوده‌است، حتی بسیار پیشرفته‌تر از شهر کرت که سینوهه در کتاب خود از آن یاد کرده‌است. به اعتقاد برخی باستان‌شناسان اگر بنا باشد به معنای کامل و دقیق شهر توجه شود، این شهر را باید قدیمی‌ترین شهر دنیا دانست، چرا که معدود شهرهای پیش از آن، از نظر امکانات و اصول و پزشکی و شهرنشینی با آن قابل مقایسه نیستند.

### بابِل
شهر قدیم بابِل یک دولت‌شهر در میان‌رودان (بین‌النّهرین) بود که برخی اوقات به‌عنوان یک امپراتوری تلقی می‌شد. بقایای این شهر هم‌اکنون در استان بابِل در شهر الهلالِ عراق در ۸۸کیلومتری جنوب بغداد یافت می‌شود.

### سومر و اکد
چهارده دولت‌شهر در سراسر سومر و اکد وجود داشته که عبارت‌اند از: سپیار، کیش، اکشک، لارک، نیوپور، ادب، شوروپاک، اوم، لاگاش، بدتیبیره، اوروک، لارسا، اور و اریدو؛ ضمن آنکه باستان‌شناسان دو آبادی را از زیر خاک بیرون آورده‌اند که نام‌های آنان نامعلوم است.

### یونان
شامل دولت‌شهرهای آتن و اسپارت و ایونیه

دولت‌شهرهای سغدی
دولت‌شهرهای سغدی اشاره به دولت‌شهرهای مستقل یا خودمختاری دارد که در دوران باستان متأخر و قرون میانه بر منطقۀ ایرانی سغد حکومت می‌کرده‌اند. بیشتر این دولت‌شهرها توسط یک اخشید (شاه) یا بامبشت (شهبانو) اداره می‌شد که این فرمانروا از جایگاه یکسانی در میان شهروندانش برخوردار بود؛ بااین‌حال خط جانشینی همیشه یکسان نبود و مردم شهرهای سغدی می‌توانستند در انتخاب فرمانروای آینده تأثیرگذار باشند. حملۀ مسلمانان به فرارود به دوران استقلال دولت‌های سغدی پایان داد.
سمرقند و بخارا -شهرهای معروف ادبیات فارسی- بزرگ‌ترین و ثروتمندترین دولت‌شهرهای سغدی بودند.